# 秋香江
23°24′32″N 114°38′22″E / 23.40889°N 114.63944°E
秋香江是东江的一条支流，源于广东省紫金县黎头寨，全长144km，集水面积1669km2。该河流西南流向，于古竹镇注入东江。